# Maryanne Redpath

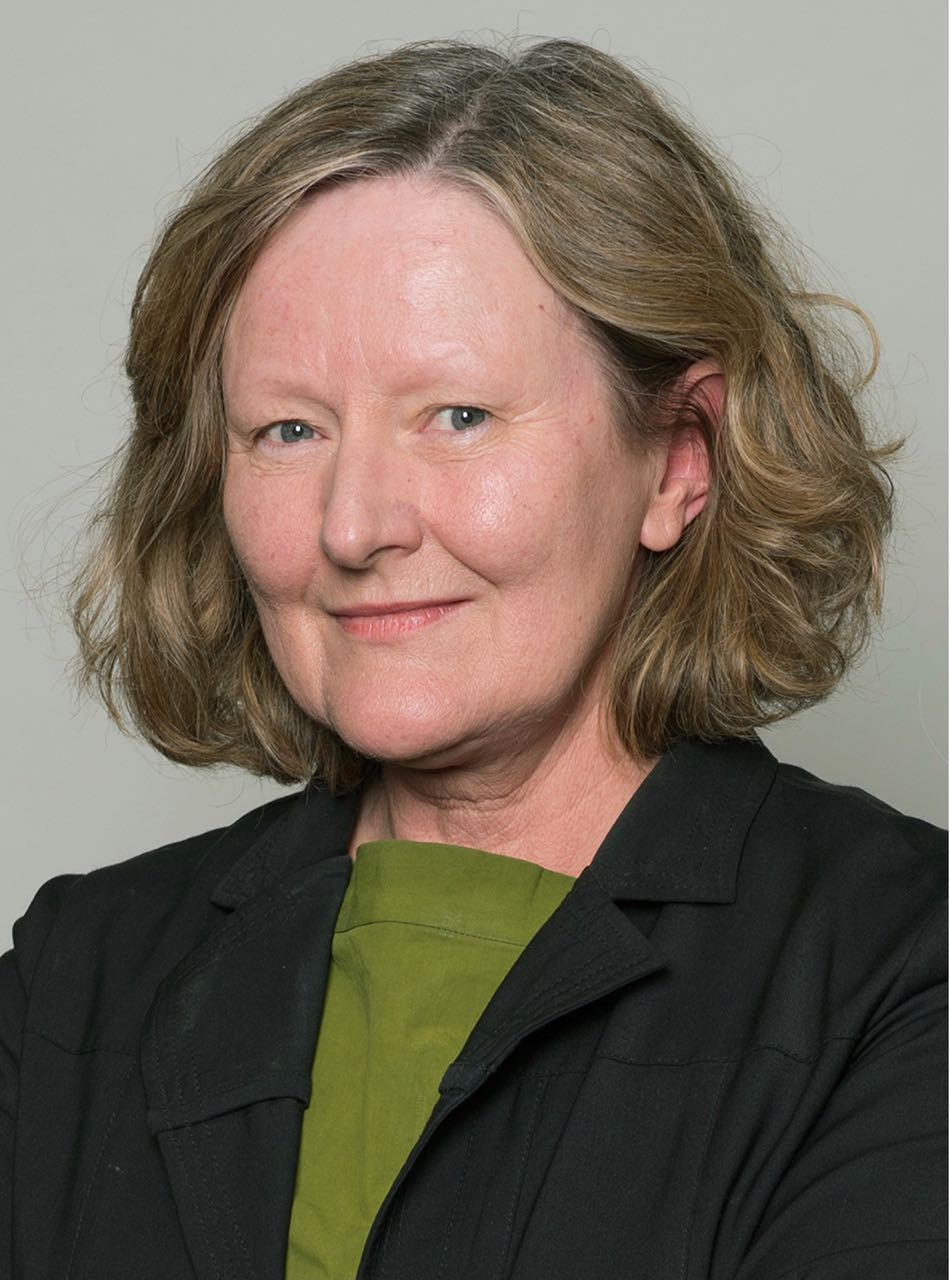
Maryanne Redpath (2015)

Maryanne Redpath (geboren 1957 in Neuseeland) ist eine neuseeländische Managerin in der Filmbranche.

## Beruflicher Werdegang
Maryanne Redpath absolvierte in Neuseeland ein Studium der klassischen Kunstwissenschaft (Antike), das sie mit dem Bachelor abschloss. Sie schloss ein Studium der Theaterwissenschaft an und ging nach der Diplomprüfung nach Sydney. Dort erweiterte sie am Drama Action Center ihre theaterspezifischen Kenntnisse. Während der 1980er und frühen 1990er Jahre war Redpath als Multimedia-Performance-Künstlerin tätig. Die australische Künstlerin Anne Zahalka porträtierte sie 1987 in ihrer Serie Resemblance, in der berühmte Gemälde aus Renaissance und Barock nachgestellt und mit zeitgenössischen Elementen versehen werden. So trägt Redpath auf dem Foto The Cleaner Kopfhörer. Redpath arbeitete auch als Theatertechnikerin und Theaterlehrerin für Kinder und für Menschen mit Behinderung und unterrichtete Aboriginal-Kinder und -Jugendliche in Zentralaustralien in Kunst. Außerdem war sie Moderatorin einer australischen Fernsehserie für Kinder zu Gesundheitsfragen und schrieb und realisierte experimentelle 8-mm- und 16-mm-Filme. Parallel dazu gab sie Englischunterricht und arbeitete als Übersetzerin. Seit 1985 arbeitet Maryanne Redpath in Berlin, davor lebte sie in London.
Beim Berlinale Kinderfilmfest  war sie ab 1993 Assistentin der damaligen Sektionsleitung Renate Zylla und wurde 2002 stellvertretende Leiterin. Parallel dazu war sie von 2010 bis 2019 offizielle Berlinale-Delegierte für Neuseeland und Australien. Eine Ausbildung zur Feldenkrais-Pädagogin schloss Redpath 1994 erfolgreich ab. 2006 erhielt die Sektion Kinderfilmfest die Bezeichnung Generation. Die Namensänderung sorgte für Kritik und Unverständnis. Grund für die Umbenennung war laut Maryanne Redpath, dass das Wort Kinderfilm mit Vorurteilen und Erwartungen belegt war, etwa eine traditionelle Struktur und eine erzieherische Absicht, auf die bei der Auswahl der Filme aber kein Wert gelegt wurde. Im Mai 2008 übernahm Maryanne Redpath von Thomas Hailer die Sektionsleitung. 2013 formulierte Redpath als Konzept dieser Sektion: „Wir zeigen die Ausnahmen – nicht die Regel.“ Sie glaubt, dass Kinder in Deutschland unterschätzt werden und ist der Meinung, man könne ihnen durchaus das Lesen von Untertiteln zumuten. Für die Auflage im Jahr 2022 ist sie letztmals als Sektionsleiterin tätig.
2011 wurde Redpath stimmberechtigtes Mitglied der Asian Pacific Film Awards (APSA). Darüber hinaus war sie in die Konzeption des neu geschaffenen Young Audience Award (YAA) der Europäischen Filmakademie involviert.
Von 2013 bis 2019 war sie Chefkuratorin der Berlinale-Sonderreihe NATIVe – A Journey into Indigenous Cinema. 2016 war sie in dieser Funktion auch für das Pop-Up Cinema verantwortlich, eine gemeinsame Initiative des Humboldt Forums und NATIVe. 2018 war Redpath Mentorin eines Projekts zum feministischen Filmschaffen in der Asien-Pazifik-Region, das vom „Atlantic Fellows for Social and Economic Equity“-Programm der London School of Economics gefördert wurde.

## Privates
Maryanne Redpath hat zwei Kinder.